# Јасин Буну
Јасин Буну (арап. ياسين بونو; фр. Yassine Bounou), познат и као Боно (фр. Bono; Монтреал, 5. април 1991) професионални је марокански фудбалер који игра на позицији голмана. Тренутно наступа за Ел Хилал и за репрезентацију Марока.

## Клупска каријера
Буну је рођен у Монтреалу (Квебек) у породици мароканских имиграната, али се са породицом још као дечак преселио у Казабланку у Мароку. Фудбал је почео да тренира као осмогодишњи дечак у локалном Видаду. Као седамнаестогодишњак одлази у француску Ницу где је требало да настави фудбалско усавршавање, али је због неких бирократских проблема био присиљен да се убрзо врати у домовину. Године 2011. промовисан је у први тим Видада за који је и дебитовао у узвратној утакмици финала Афричке лиге шампиона против тунишанске Есперансе, игране 12. новембра 2011. године.
Већ у лето наредне године напушта Мароко и одлази у Шпанију где потписује уговор са екипом Атлетико Мадрида вредан око 360.000 евра. Одмах по потписивању уговора прекомандован је у резервни састав који се такмичио у трећој лиги. Након две сезоне у резервном тиму Атлетика где је имао статус стандардног голмана, у сезони 2014/15. одлази на позајмицу у Реал Сарагосу у чијем дресу игра наредне две сезоне у Сегунди.
По истеку уговора о позајмици у Зарагози, у јуну 2016. потписује трогодишњи уговор са екипом Ђироне, са којом исте сезоне освојио друго место у Сегунди и тако се пласирао у шпанску Примеру. Прву утакмицу у Примери одиграо је 23. октобра 2017. против Депортива, а током сезоне 2017/18. бранио је на 30 првенствених утакмица.
Буну је 2. септембра 2019. године уговорио прелазак у Севиљу на једногодишњу позајмицу, након које је потписао четворогодишњи уговор са тим клубом.
На утакмици против Реал Ваљадолида је у последњем минуту меча успео да донесе бод својој екипи након свог првог постигнутог гола у професионалној каријери.

## Репрезентативна каријера
Иако је имао могућност да наступа и за репрезентацију Канаде, државе у којој је рођен, Буну се ипак одлучио да игра за Мароко. Прво велико такмичење на ком је наступао под заставом Марока биле су Летње олимпијске игре 2012. у Лондону, али како је на том такмичењу има статус резервног голмана није наступио ни на једној од три такмичарске утакмице.
За сениорску репрезентацију Марока дебитовао је 14. августа 2013. у пријатељској утакмици против селекције Буркине Фасо у Тангеру.
Био је део националног тима и на Афричком купу нација 2017. у Габону, те на Светском првенству 2018. у Русији, али ни на једном од та два такмичења званично није дебитовао.
Дана 10. новембра 2022, Буну је уврштен у тим Марока за Светско првенство у фудбалу 2022. у Катару. Одбранио је два ударца у осмини финала током извођења пенала против Шпаније, што је довело до тога да се Мароко пласира у четвртфинале први пут у својој историји.

## Трофеји
Севиља
- Лига Европе (2) : 2019/20, 2022/23.